# 부동산 실권리자명의 등기에 관한 법률
부동산 실권리자명의 등기에 관한 법률(不動産實權利者名義登記─關─法律)은 1995년 3월 30일에 제정된 대한민국의 법률이다(법률 제4944호). 2002년 법률 제6683호까지 7차례 개정되었다.
주택이나 토지 등을 실제 소유자 이름으로만 등기를 하게 하는 법률이다. 1995년 7월 1일부터 시행된 이 제도는 부동산의 흐름을 한눈에 파악되도록 거래관계를 투명하게 하고 탈세를 막겠다는 취지로 만들었다. 남의 이름으로 등기를 하면 효력을 인정하지 않음은 물론, 처벌을 받게 된다.

## 주요내용
명의신탁약정을 무효로 하고 명의신탁을 하여 남의 이름으로 등기를 하도록 한 사람, 즉 명의신탁자에 대하여 5년 이하의 징역 또는 2억원 이하의 벌금을 처하도록 한다.

## 같이 보기
- 금융실명제